# Herminia pallida
Herminia pallida là một loài bướm đêm trong họ Noctuidae.